# Chris Erickson
Chris Erickson, född 1 december 1981, är en australisk friidrottare. Han deltog vid olympiska sommarspelen 2008, olympiska sommarspelen 2012 och olympiska sommarspelen 2016.